# Volata (sport)

Una fase di gioco della volata (1929)

La volata è uno sport di squadra.

## Storia
Nella storia dell'Italia fascista sta l'origine di quest'attività atletica poiché in quel periodo storico i nazionalisti italiani vollero ideare una disciplina agonistica di squadra in alternativa al diffondersi di specialità che provenivano dall'estero: calcio, pallacanestro, hockey, rugby, ecc. L'ideatore del regolamento fu Augusto Turati che fu segretario del Partito Nazionale Fascista dal 1926 al 1930 e fu presidente del CONI dal 1928 al 1930. Dal 1926 in poi si organizzarono oltre 100 società di volata che disputavano gare regolari e nel 1930 l'unico titolo assegnato di campioni italiani fu vinto dalla squadra Dopolavoro Richard Ginori di Milano. Nel 1933 i dirigenti fascisti, non soddisfatti della scarsa partecipazione popolare per la volata, decisero di abbandonare il programma di sviluppo per questo sport che presto scomparve come attività agonistica organizzata e attualmente è praticato da pochi giocatori in modo semplicemente ludico con scopo di allenamento fisico.
Turati s'ispirò al gioco degli antichi romani chiamato harpastum per ideare la volata che venne definita il più italiano degli sport dal giornalista Lando Ferretti: a questo proposito molti esperti considerano tradizionalmente italiane le tante specialità del pallone, particolarmente pallone col bracciale, pallapugno, tamburello e palla elastica. Secondo le previsioni del regime, la volata avrebbe dovuto improntare i giovani verso la disciplina e lo spirito combattivo.

## Regolamento
Il campo di gioco regolamentare ha una lunghezza di 90 metri e una larghezza di 60 metri e lo scopo del gioco è far oltrepassare alla palla, utilizzando qualunque parte del corpo, le porte avversarie poste sulle linee di fondo, il cui specchio rettangolare misura 5 metri di larghezza e 2,44 metri d'altezza.
Il pallone regolamentare è sferico, realizzato in cuoio, con un peso di 400 grammi e una circonferenza compresa tra 68 e 71 cm. La partita dura un'ora divisa in 3 tempi di 20 minuti e le pause tra i tempi durano dai 5 ai 10 m.
La partita inizia con il pallone al centro del campo e i giocatori nella prima azione di gioco non possono calciare il pallone. Ogni squadra è composta da otto giocatori che affrontano altrettanti avversari e i ruoli sono: 1 portiere, 2 terzini, 3 mediani e 2 punte. I tre difensori, nei ruoli di portiere e terzini, non devono partecipare alle azioni di attacco quindi non possono superare la linea di metà campo. Il portiere non deve trattenere il pallone oltre 3 secondi e nessun attaccante può entrare nell'area di rigore delimitata da una linea ellittica distante 8 metri dal centro della porta nel suo raggio minore. Il portatore di pallone può esser placcato con entrambe le braccia solo tra cintola e spalle quindi, una volta placcato, deve subito cedere il pallone; comunque non può correre con esso oltre 10 metri.